# Złotka (serial telewizyjny)
Złotka (oryg. Golden Girls) – amerykański sitcom, którego światowa premiera odbyła się 14 września 1985 roku na antenie telewizji NBC. Ostatni, 180. odcinek serii wyemitowano 9 maja 1992.
Serial Złotka został wyróżniony licznymi nagrodami, wliczając w to przyznaną dwukrotnie nagrodę Emmy w kategorii najlepszy serial komediowy oraz trzykrotny Złoty Glob dla najlepszego serialu komediowego lub musicalu. Ponadto każda z głównych bohaterek otrzymała Emmy. To usytuowało produkcję wśród 10 najchętniej oglądanych programów telewizyjnych przez 6 z 7 sezonów. Produkcja jest też wymieniana jako jedna z najlepszych i najważniejszych produkcji telewizyjnych wszech czasów w amerykańskiej telewizji.